# وينستون ميلر
وينستون ميلر (بالإنجليزية: Winston Miller) هو منتج أفلام وكاتب سيناريو وممثل أمريكي، ولد في 22 يونيو 1910 بسانت لويس في الولايات المتحدة، وتوفي في 21 يونيو 1994 بلوس أنجلوس في الولايات المتحدة بسبب نوبة قلبية.

## وصلات خارجية
- وينستون ميلر على موقع IMDb (الإنجليزية)
- وينستون ميلر على موقع ألو سيني (الفرنسية)
- وينستون ميلر على موقع أول موفي (الإنجليزية)
- وينستون ميلر على موقع قاعدة بيانات الأفلام السويدية (السويدية)
- وينستون ميلر على موقع قاعدة بيانات الفيلم (الإنجليزية)
- وينستون ميلر على موقع كينوبويسك (الروسية)